# ごるごる
『ごるごる』は、毎日放送で放送されているスポーツバラエティ番組である。2017年10月7日（6日深夜）から同年12月23日（22日深夜）まで放送された後、2018年4月7日（6日深夜）から同年6月30日（29日深夜）まで『ごるごる season2』として放送、2018年10月6日（5日深夜）から同年12月21日（20日深夜）まで『ごるごる season3』として放送された。

## 概要
同局で放送されている『ごぶごぶ』のゴルフバージョンとして企画されたスピンオフ番組で、同様にダウンタウンの浜田雅功を出演者に起用。番組の発案者は毎日放送社長の三村景一で、若い視聴者もゴルフに興味を抱くような番組をやってほしいという彼の一声で制作が決まったという。
番組は、浜田と各回のゲストがゴルフサークルで活動する女子大生などを交えてゴルフをする模様を放送。関西ローカルの番組であるが、収録は関東地方のゴルフ場で行われていた。
放送時間は、season1・season2・season3ともに毎週土曜 1:20 - 1:50 （金曜深夜、日本標準時）。ただしseason1は、第2回まで15分遅れで放送されていた。

## ゲスト
シーズン1
- 松岡充
- 庄司智春（品川庄司）
- 藤田憲右（トータルテンボス）
- 瀬下豊（天竺鼠）

シーズン2
- ISSA
- ボビー・オロゴン
- 脇阪寿一
- 稲村亜美
- 山内鈴蘭（SKE48）
- 下柳剛
- 武井壮
- 紺野ゆり
- 西岡徳馬
- ヒロミ
- 石井一久
- 滝沢沙織

シーズン3
- タカアンドトシ
- 具志堅用高
- 原田龍二
- やべきょうすけ
- 高柳愛実
- 美優
- 花田虎上
- 笑福亭笑瓶
- 陣内智則
- 阿部桃子
- ダイアン
- 福士奈央（SKE48）

## スタッフ
- 撮影：小林孝至、芳川和也
- 音声：玉城善彦
- 効果：磯川浩己
- 編集：前田航
- MA：三木多聞
- スタイリスト：利光英治郎
- 編成：藤原大介（毎日放送）
- 宣伝：斧志保（毎日放送）
- 営業：東郷泰樹（毎日放送）
- デスク：本井智世（毎日放送）
- AP：高橋寿菜（ビーダッシュ）
- 協力：スウィッシュ・ジャパン、glow、イングス、ビーオネスト
- 衣裳協力：BEAMSGOLF、NEW ERA
- 制作スタッフ：山口香奈、谷口諒、阿武茉奈美、濵崎誠也
- ディレクター：金城和彦、宮原和音、西尾友里（以上ビーダッシュ）
- プロデューサー：長尾政彦（毎日放送）、長江康裕（よしもとクリエイティブ・エージェンシー）、林敏博、永田浩子（以上ビーダッシュ）
- 制作協力：ビーダッシュ
- 制作：吉本興業
- 製作著作：毎日放送